# Californische chipmunk
De Californische chipmunk (Neotamias obscurus) is een zoogdier uit de familie van de eekhoorns (Sciuridae). De wetenschappelijke naam van de soort werd voor het eerst geldig gepubliceerd door J.A. Allen in 1890.

## Voorkomen
De soort komt voor in Mexico en de Verenigde Staten.